# Skeena (ancienne circonscription fédérale)
Pour les articles homonymes, voir Skeena.
Circonscription électorale fédérale du Canada
Skeena est une ancienne circonscription électorale fédérale de la Colombie-Britannique, représentée de 1917 à 2004.
La circonscription de Skeena est créée en 1914 d'une partie de Comox—Atlin. Abolie en 2003, elle est fusionnée avec des parties de Prince George—Bulkley Valley et de Cariboo—Chilcotin pour créer la circonscription de Skeena—Bulkley Valley. 

## Géographie
En 1914, la circonscription de Skeena comprenait:
- Les régions rurales du nord-ouest de la Colombie-Britannique
- Les villes de Prince Rupert, Smithers et Terrace
- Les îles de la Reine-Charlotte

## Députés
| Législature                              | Années                      | Député                      | Député                      | Parti                       |
| Skeena issue de Comox—Atlin              | Skeena issue de Comox—Atlin | Skeena issue de Comox—Atlin | Skeena issue de Comox—Atlin | Skeena issue de Comox—Atlin |
| ---------------------------------------- | --------------------------- | --------------------------- | --------------------------- | --------------------------- |
| 13e                                      | 1917–1921                   |                             | Cyrus Wesley Peck           | Unioniste                   |
| 14e                                      | 1921–1925                   |                             | Alfred Stork                | Libéral                     |
| 15e                                      | 1925–1926                   |                             | Alfred Stork                | Libéral                     |
| 16e                                      | 1926–1930                   |                             | James Charles Brady         | Conservateur                |
| 17e                                      | 1930–1935                   |                             | Olof Hanson                 | Libéral                     |
| 18e                                      | 1935–1940                   |                             | Olof Hanson                 | Libéral                     |
| 19e                                      | 1940–1945                   |                             | Olof Hanson                 | Libéral                     |
| 20e                                      | 1945–1949                   |                             | Harry Archibald             | Social-démocrate            |
| 21e                                      | 1949–1953                   |                             | Edward Applewhaite          | Libéral                     |
| 22e                                      | 1953–1957                   |                             | Edward Applewhaite          | Libéral                     |
| 23e                                      | 1957–1958                   |                             | Frank Howard                | Social-démocrate            |
| 24e                                      | 1958–1961                   |                             | Frank Howard                | Social-démocrate            |
| 24e                                      | 1961-1962                   |                             | Frank Howard                | Néo-démocrate               |
| 25e                                      | 1962–1963                   |                             | Frank Howard                | Néo-démocrate               |
| 26e                                      | 1963–1965                   |                             | Frank Howard                | Néo-démocrate               |
| 27e                                      | 1965–1968                   |                             | Frank Howard                | Néo-démocrate               |
| 28e                                      | 1968–1972                   |                             | Frank Howard                | Néo-démocrate               |
| 29e                                      | 1972–1974                   |                             | Frank Howard                | Néo-démocrate               |
| 30e                                      | 1974–1979                   |                             | Iona Campagnolo             | Libéral                     |
| 31e                                      | 1979–1980                   |                             | James Fulton                | Néo-démocrate               |
| 32e                                      | 1980–1984                   |                             | James Fulton                | Néo-démocrate               |
| 33e                                      | 1984–1988                   |                             | James Fulton                | Néo-démocrate               |
| 34e                                      | 1988–1993                   |                             | James Fulton                | Néo-démocrate               |
| 35e                                      | 1993–1997                   |                             | Mike Scott                  | Réformiste                  |
| 36e                                      | 1997–2000                   |                             | Mike Scott                  | Réformiste                  |
| 36e                                      | 2000-2000                   |                             | Mike Scott                  | Allianciste                 |
| 37e                                      | 2000–2004                   | Andy Burton                 |                             | Allianciste                 |
| 37e                                      | 2003-2004                   | Andy Burton                 |                             | Conservateur                |
| Redistribuée parmi Skeena—Bulkley Valley |                             |                             |                             |                             |